# Surrender
"Surrender" er en komposition fra 1960 af Doc Pomus og Mort Shuman. "Surrender" er indspillet af Elvis Presley, der fik et stort hit med sangen. Elvis indspillede sangen hos RCA i Nashville den 30. oktober 1960. Den blev udsendt som A-side på en single i foråret 1961.
"Surrender", der er en ud af i alt 25 sange, som Pomus og Shuman skrev til Elvis Presley, baserer sig på den kendte ballade fra Napoli, "Torna a Surriento" (Tilbage til Sorrento) fra 1902. Den blev oprindeligt skrevet af de italienske brødre Giambattista og Ernesto de Curtis og er i tidens løb indspillet af et utal af kunstnere, bl.a. Dean Martin, José Carreras, Plácido Domingo, Luciano Pavarotti, Meat Loaf og Mario Lanza.
Den 24. september 2002 udgav RCA en CD med titlen "ELV1S 30 #1 HITS" (bemærk at 'i' i Elvis er erstattet af et 1-tal), hvor "Surrender" var med. Denne nye CD blev, ligesom i sin tid sangene på den, nummer 1 på hitlisterne rundt om i verden, – 25 år efter kunstnerens død!

## Andet
Den nævnte single med "Surrender" som A-side havde som B-side "Lonely Man" (Bennie Benjamin, Sol Marcus), oprindeligt indspillet til filmen Wild in the Country, hvor den dog ikke blev brugt.